# マイトトキシン
マイトトキシン(maitotoxin) は、海産毒素の一種。タンパク質やペプチドなどの高分子を除き、構造式が判明している最大の天然有機化合物。組成式はC164H256O68S2Na2、分子量は3425.85617856。海産毒素として最も毒性が強いと考えられている。他に分子量が大きく、毒性が強い毒素としてパリトキシン（分子量2681）がある。大阪大学大学院理学研究科の村田道雄らが1996年に構造を決定した。ポリエーテルおよび2つの硫酸基を有する。
化合物名は、物質発見の元となったサザナミハギの捕獲されたタヒチでの現地名「マイト」に由来する (maito+toxin)。

## 毒性
毒性の作用機序は、細胞膜に位置するカルシウムチャネルの透過を促進し、細胞内のカルシウムの濃度を引き上げることによると考えられている。このため、筋肉の異常収縮を起こす。マウスに対する急性毒性は腹腔内投与の場合、0.05μg/kg（腹腔内投与、LD50）で、フグ毒として有名なテトロドトキシンの約200倍の強さ。

## 発見
マイトトキシンの発見はサンゴ礁に生息する魚の食中毒であるシガテラの研究に由来する。まず1967年にシガテラの一因となるシガトキシンがドクウツボから単離され、1989年に構造が決定された。その間、シガテラの原因となる他の化学物質がサザナミハギから検出された。これが、マイトトキシンである。マイトトキシンはサザナミハギが合成しているのではなく、食物として取り入れた有毒渦鞭毛藻のGambierdiscus toxicusによることも分かった。シガトキシンもこの渦鞭毛藻が合成していると考えられている。

マイトトキシンの構造。左下から、A環、B環、…、Y環、Z環、A'環、B'環、…、E'環、F'環と合計32の環がある。

## 全合成の試み
天然毒素の中でも最も複雑な構造かつ分子量が大きいこともあり、有機化学者たちによる全合成が試みられている。特に、キリアコス・コスタ・ニコラウはマイトトキシン合成をライフワークとしており、部分構造の合成を成功させてきたが、2012年をもってアメリカ国立衛生研究所から予算を打ち切られたため進展が滞っている。